# 빈대가족
《빈대가족》은 2004년부터 재미북스에서 발간되고 있는 대한민국의 학습 만화 시리즈이다. 글은 이룸 외 8명, 그림은 류수형이 그렸다. 책 제목을 보면 알 수 있듯이 유행하는 TV 프로그램으로 지은 것이다. 복면가왕, 그것이 알고 싶다, 진짜 사나이, 무한 도전, 1박 2일, 런닝맨, 지붕뚫고 하이킥, 슈퍼맨이 돌아왔다 등이다.

## 책 제목
1. 빈대 가족의 가난 탈출기 ISBN 9788960243453
2. 빈대 가족의 부자 도전기 ISBN 9788990262585
3. 빈대 가족의 부자 완전 정복
4. 빈대 가족의 짠돌이 100계명
5. 빈대 가족의 절약 대전
6. 빈대 가족의 알짜 경제 상식
7. 빈대 가족의 알뜰 여행 대작전
8. 빈대 가족의 별의별 아르바이트
9. 빈대 가족의 천 원으로 살아남기
10. 빈대 가족의 절약 무한 도전
11. 빈대 가족의 뉴 패밀리가 떴다
12. 빈대 가족의 못말리는 짠돌이 학교
13. 빈대 가족의 절약 1박 2일
14. 빈대 가족의 가난 뚫고 하이킥
15. 빈대 가족의 자전거 타고 전국 일주
16. 빈대 가족의 사고뭉치 대박이
17. 빈대 가족의 위대한 탄생
18. 빈대 가족의 절약 무한 질주 런닝맨
19. 빈대 가족의 덜렁이는 빈대 스타일
20. 빈대 가족의 절약의 법칙
21. 빈대 가족의 아빠 어디 가?
22. 빈대 가족의 진짜 사나이
23. 빈대 가족의 슈퍼맨이 돌아왔다
24. 빈대 가족의 꽃보다 빈대
25. 빈대 가족의 생활의 달인
26. 빈대 가족의 절약 삼시세끼
27. 빈대 가족의 냉장고를 부탁해
28. 빈대 가족의 응답하라 짠돌이 시대
29. 빈대 가족의 절약 영재 발굴단
30. 빈대 가족의 절약 그것이 알고 싶다
31. 빈대 가족의 복면 절약왕
32. 빈대 가족의 어서 와! 절약은 처음이지?
33. 빈대 가족의 덜렁이는 미운 우리 새끼
34. 빈대 가족의 절약 좀 아는 형님
35. 빈대 가족의 덜렁이는 유튜브 스타
36. 빈대 가족의 전지적 절약 시점
37. 빈대 가족의 덜렁이도 같이 펀딩
38. 빈대 가족의 놀면 뭐하니?
39. 빈대 가족의 살림하는 남자들

### 기타
- 빈대가족 특별판 1~8권 세트

#### 빈대가족 과학 스쿨
- 빈대가족 과학스쿨1 엔트리 파크의 비밀
- 빈대가족 과학스쿨2 로봇 공룡의 습격
- 빈대가족 과학스쿨3 황금박쥐를 찾아라

## 등장인물
작품 속 등장하는 주인공 가족들은 일명 '빈대가족'으로 호칭되며, 전형적인 하류층 집안에 대한 고정관념에 따른 행동을 하는 것으로 묘사된다.

### 빈대가족
- 《나덜렁》

빈대 가족과 가장 걸맞지 않은 성격을 가진 인물. 이 만화의 주인공이다. 사고뭉치이며, 상당한 (먹깨비)대식가이다. 그리 똑똑하지는 않으며, 엄마인 왕짠순에게 자주 혼난다. 또한 빈대가족과 친구들에게 곤란한 상황을 만드는 주범이다. 자신이 짝사랑하는 은정이 보다 치킨을 더 좋아한다. 며칠동안 군것질을 못하면 먹깨비 괴물로 변신한다. 또한 (먹을 것을 들고 있는)다른 여자애들에게 금방 사랑에 빠진다.
- 《나소금》

이 책의 여주인공이며, 덜렁이의 사고를 수습한다. 쌍둥이 동생인 나덜렁과 달리 똑부러진 성격을 가지고 있으며 절약 또한 수준급이다. 곤란한 상황에 처한 학교 친구들을 도와준다. 모든 일에 적극적이다. 손재주가 좋다. 덜렁이를 싫어하고 한심해하면서도 챙겨준다. 의외로 성격이 덜렁이와 비슷하고, 공주병이 조금 있다.
- 《왕짠순》

빈대 가족의 어머니로 반찬가게를 운영중이다. 나소금과 같이 나덜렁의 사고를 수습하는 역할을 하며, 자존심이 강하다. 속으로는 덜렁이를 사랑한다 (먹깨비한테 무려 짜장면을 양보한다) .
- 《나빈대》

빈대가족의 가장. 허세가 있다. 덜렁이가 허세유전자를 물려받은듯 하다. 머리를 항상 뒤로 짧게 묶고있다. 왕짠순과는 닭살 부부다.
- 《나짠지》

빈대 가족의 막내이다. 덜렁이와 먹성이 똑닮아 여자 덜렁이라고 불린다. 11권에서 처음으로 등장하며 덜렁이에게 음식을 뺏기면 운다.덜렁이와 합쳐서 30인분을 먹어치우고도..(이하 생략)
- 《나짠돌》

빈대 가족의 최고령자. 가끔 돌아간 여보를 그리워한다.  대머리 이야기만 나오면 예민해진다.

### 조연
- 《왕백수》

빈대가족과 한 집에서 같이 살다가 장가를 가서 떨어졌다. 덜렁이와 소금이의 외삼촌이자 왕짠순의 남동생. 장가 가기 전에는 절약 정신이 모자랐다.(빈대가족에 비해선 부족한 편이라 빈대가족 집에서 신세지낼 때마다 생활비를 아작낸다)
- 《왕벼룩》

백수의 아들. 가끔 짠지와 먹을 것으로 싸운다.
- 《한은정》

덜렁이가 짝사랑 했던 여자아이다.
- 《도펑펑》

덜렁이의 라이벌이자 친구. 부잣집 출신이며 동생인 허영이가 있다. 잘난척이 심해 인기가 없지만 자기는 인싸라고 착각하고 있다.
ㆍ 《이채은》
덜렁이와 소금이의 친구. 펑펑이나 은정이에 비해 분량이 적다. 노란색 머리를 하고 있다.